# Ксты (Тверская область)
Ксты — деревня в Пеновском районе Тверской области, исчезнувшая в 1980-е годы.
Находилась в 5 километрах к северу от районного центра Пено, на берегу озера Пено. Рядом — турбаза «Орлинка» (на месте деревни Ионово).

## История
В 1940 году деревня Ксты (9 дворов) числилась в Заевском сельсовете Пеновского района Калининской области.
Во время Великой Отечественной войны была оккупирована немецко-фашистскими войсками в октябре 1941 года. 9 января 1942 года, незадолго до освобождения, были расстреляны и сожжены 78 жителей деревни.
После войны деревня продолжала существовать (в начале 1960-х годов — один дом), пока в 1970-е годы не была исключена из учётных данных.
5 мая 1985 года здесь открыт мемориальный комплекс «Ксты» (cкульптор — И. Д. Бродский, архитектор — И. А. Покровский).